# Guineacistikola
Guineacistikola (Cisticola guinea) är en fågel i familjen cistikolor inom ordningen tättingar.

## Utseende och läte
Guineacistikolan är en liten cistikola med relativt kraftig näbb. Den är rostfärgad på hjässan och i nacken, gråbrun på ryggen och ljusbeige under. I häckningsdräkt är ryggen enfärgad men har suddiga streck resten av året. Noterbart är även ett svart band och ljusa fjäderspetsar längst ut på stjärten. Arten är mycket lik rostkronad cistikola men har mattare färgad hjässa och mer beige på undersidan, framför allt under stjärten. Den är även lik både rostcistikola och rävcistikola, men är större med kontrast mellan roströd hjässa och gråbruna ryggen. Sången består av en kort och ljus drill, ibland följd av ett antal visslande toner.

## Utbredning och systematik
Fågeln återfinns i Västafrika från Gambia österut till Tchad. Den behandlas som monotypisk, det vill säga att den inte delas in i några underarter.

### Familjetillhörighet
Cistikolorna behandlades tidigare som en del av den stora familjen sångare (Sylviidae). Genetiska studier har dock visat att sångarna inte är varandras närmaste släktingar. Istället är de en del av en klad som även omfattar timalior, lärkor, bulbyler, stjärtmesar och svalor. Idag delas därför Sylviidae upp i ett antal familjer, däribland Cisticolidae.

## Levnadssätt
Guineacistikolan hittas lokalt i savann och torrt skogslandskap. Där ses den mestadels i den gräsiga undervegetationen.

## Status
Arten har ett relativt begränsat utbredningsområde, men beståndet tros vara stabilt. IUCN placerar arten i hotkategorin livskraftig.